# 300 a.C.
Il 300 a.C. (CCC a.C. in numeri romani) è un anno  del III secolo a.C.

## Eventi
- Giappone: fine del Periodo Jōmon e inizio del Periodo Yayoi (inizia coltura del riso)
- Vengono scritti gli Elementi di Euclide.
- Roma
  - Consoli Marco Valerio Corvo V e Quinto Appuleio Pansa
  - il pontificato e l'augurato, sacerdozi romani, vengono aperti ai plebei.

## Morti
- Aristeo il Vecchio, matematico greco antico (n. 370 a.C.)
- Boganathar, religioso indiano (n. 500 a.C.)
- Deidamia I, principessa
- Eudamida I, sovrano spartano
- Onesicrito, filosofo e storico greco antico